# Leuciscus merzbacheri
Leuciscus merzbacheri és una espècie de peix cipriniforme de la família dels ciprínids que es troba a Xinjiang (Xina).